# Японська антарктична експедиція
Япо́нська антаркти́чна експеди́ція 1910—1912 років (яп. 南極探検隊, Нанкьоку танкентай) — перша антарктична експедиція, організована в Японії. Мала метою досягти Південного полюсу. Очолював експедицію лейтенант Сірасе Нобу (1861—1946). Попри відсутність відчутних результатів, викликала значне зростання патріотизму в Японії.

## Підготовка та спорядження
Майбутній начальник експедиції Сірасе Нобу мав експедиційний досвід, провівши 1893 року зимівлю в крижаній печері на острові Шумшу, побувавши там і 1895 року. Після демобілізації в званні лейтенанта деякий час жив на Карафуто. На початку XX століття він став планувати експедицію до Північного полюса, але після повідомлень Кука і Пірі, 1909 року почав організацію експедиції на Південний полюс. Експедиція не отримала підтримки держави, оскільки прем'єр-міністр Кацура Таро і голова Асоціації підтримки експедиції Окума Сіґенобу були політичними противниками. Споряджати експедицію довелося на добровільні пожертви: оголосили Національну підписку, в якій взяли участь 10 000 осіб. Експедиція була вкрай обмежена в засобах, спорядження було більш ніж мізерним. Наприклад, провіант включав 3000 штук сушеної тріски для собак, 11 тисяч сушених гребінців, 660 кг цукру, 2500 банок м'ясних консервів, 562,5 кг тофу, 18 000 кг рису, 2500 банок фруктових консервів, 2000 банок приправи тощо. Істотною частиною спорядження були 30 курильських їздових лайок, відданих під піклування каюрів-айнів Ямабе Ясуносуке (айнське ім'я Яйоманеку) і Ханаморі Сінкіті (айнське ім'я Сісіратока). Спочатку планувалося використовувати коней (Сірасе консультувався з учасниками експедиції Шеклтона), але на борту експедиційного судна не вистачило місця для стаєнь і корму.
Експедиційним судном стала колишня рибальська вітрильна шхуна. Її обшили залізними листами, поставили невеликий двигун і дали назву «Кайнан-мару» (яп. 開南丸, «Освоєння Півдня»). Судно довжиною 30 м мало водотоннажність 204 т. Допоміжна парова машина мала потужність усього в 18 к. с.

## Команда
Підбору команди приділяли особливу увагу, бо експедиція мала продемонструвати світу велич самурайського духу. Однією з умов включення до складу екіпажу була відсутність сім'ї, оскільки ніхто не міг гарантувати вдалого повернення. Індивідуальні контракти з начальником підписували кров'ю. (Проте в команду потрапили люди, які приховали свій сімейний стан і навіть майбутні заручини). Один із членів команди вирушив своїм коштом. Серед курйозних моментів був і такий: кандидати повинні були показати вміння розгризати кісточку маринованої сливи. Начальник вважав, що в Антарктиді, найпевніше, доведеться харчуватися наскрізь промороженою їжею.
Вік наведено на момент відправлення з Йокогами, прізвище зазначено першим

### Береговий загін
1. Сірасе Нобу (白瀬 矗), 49 років — лейтенант армії у відставці, начальник експедиції, начальник санного загону
2. Ханаморі Сінкіті (花守　信吉), 33 роки — каюр, айн за національністю
3. Ікеда Масакіті (池田　政吉), 45 років — натураліст (брав участь тільки з другого сезону)
4. Міїсе Сейдзо (三井所　清造), 34 роки — фельдшер, помічник лікаря
5. Міура Котаро (三浦　幸太郎), 25 років — кок (тільки в першому сезоні)
6. Мурамацу Сусуму (村松　　進), 26 років — другий механік
7. Нісікава Гендзо (西川　源蔵), 24 роки — стюард
8. Тада Кеїті (多田　恵一), 28 років — асистент натураліста
9. Таїдзумі Ясунао (田泉　保直), 24 роки — кінооператор (працював тільки в першому сезоні)
10. Такеда Терутаро (武田　輝太郎), 33 роки — голова наукового загону
11. Ватанабе Тікасабуро (渡辺　近三郎), 26 років — матрос, у другому сезоні призначений коком
12. Ямабе Ясуносуке (山辺　安之助), 44 роки — каюр, айн за національністю
13. Йосіно Йосітада (吉野　義忠), 23 роки — комірник
14. Хасімура — каюр, айн за національністю

### Команда «Кайнан-мару»
1. Номура Наокіті (野村　直吉), 44 роки — командир судна
2. Танно Дзенсаку (丹野　善作), 41 рік — перший помічник, перекладач (тільки в першому сезоні)
3. Цутія Томодзі (土屋　友治), 34 роки — другий помічник, у другому сезоні підвищений до першого помічника
4. Сакаї Хейтаро (酒井　兵太郎), 44 роки — третій помічник, у другому сезоні підвищений до другого помічника
5. Сіма Йосітаке (島　　義武), 30 років — скарбник
6. Сімідзу Котаро (清水　光太郎), 40 років — старший механік
7. Тохей Рехей (藤平　量平), 27 років — мастильник, у другому сезоні підвищений до другого механіка
8. Фукусіма Йосідзі (福島　吉治), 19 років — матрос
9. Сугісакі Рокугоро (杉崎　六五郎), 36 років — кочегар
10. Хамасакі Міосаку (浜崎　三男作), 28 років — кочегар
11. Сато Ітімацу (佐藤　市松), 33 роки — стерновий
12. Камада Гісаку (釜田　儀作), 27 років — стерновий
13. Міяке Юкіхіко (三宅　幸彦), 28 років — дресирувальник собак і перекладач (працював тільки в другому сезоні)
14. Сібата Канэдзіро (柴田　兼治郎), 20 років — матрос
15. Такагава Садзіро (高川　才次郎), 31 рік — матрос
16. Ватанабе Кітаро (渡辺　鬼太郎), 29 років — матрос
17. Ясуда Ісабуро (安田　伊三郎), 32 роки — тесля
18. Такаторі Сумімацу (高取　寿美松), 35 років — кочегар (працював тільки в першому сезоні)

## Перебіг експедиції

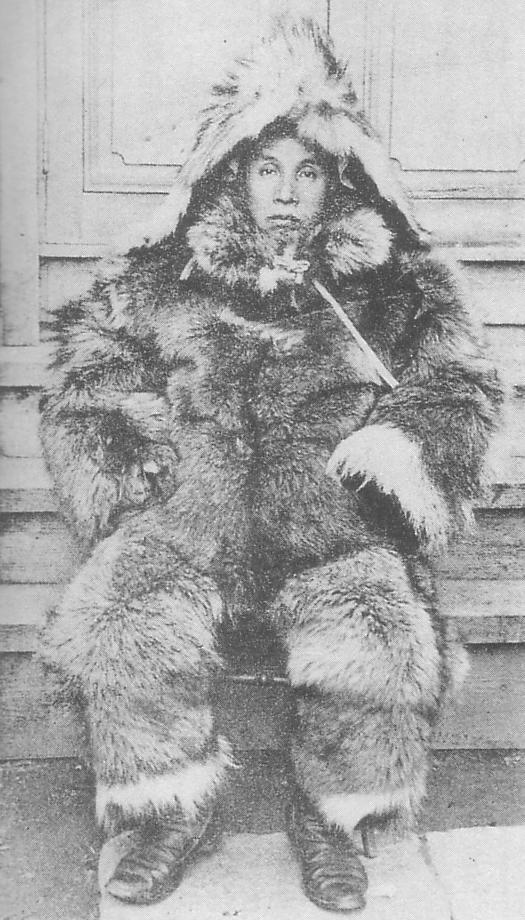
Начальник експедиції Сірасе Нобу в полярному одязі

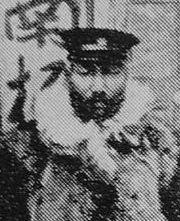
Один із членів експедиції, каюр-айн Ямабе Ясуносуке

29 листопада 1910 року «Кайнан-мару» вийшов з Йокогами, взявши курс на південь. Вже перший етап плавання показав, що експедиція буде дуже складною. На екваторі температура в трюмах судна досягла +37 °C, зіпсувалася частина крупи і консервів. Особливо страждали від спеки лайки, п'ять з яких здохли. Команді доводилося займатися риболовлею, здобич становила значну частину раціону. Вкрай напруженою була ситуація з прісною водою: митися доводилося дощовою водою, добовий раціон води становив один кухоль.
8 лютого 1911 року судно дісталося до Веллінгтона, Нова Зеландія, час для плавання на південь було втрачено. Поки судно завантажували припасами, здохли ще чотири лайки. 11 лютого «Кайнан-мару» рушив далі. Увечері 2 березня почався снігопад, наступного дня з'явилися перші айсберги, а потім льодові поля, що ставали все щільнішими. Лейтенант Сірасе вирішив вирушити в Австралію, до початку нового літнього сезону. 1 травня експедиція прибула в Сідней. На той час на борту залишилася всього одна жива лайка. Тут отримали відомості про «полярну гонку», що розгорнулася між Скоттом і Амундсеном, стало ясно, що японці не зможуть з ними конкурувати.
Місцеві жителі зустріли японців підозріло, а команда навіть не було грошей на готель. Капітан «Кайнан-мару» Номура вирушив на батьківщину для збору коштів і закупівлі нової партії їздових собак. З ним вирушили кілька членів команди, які не витримали випробувань. Люди, що залишилися в Сіднеї, в буквальному сенсі слова жебракували, а в пресі друкувалися знущальні матеріали про «жовтих горил, які взялися за підкорення Південного полюса». В Австралії значну допомогу експедиції надав сер Вільям Еджворт Девід, учасник першої експедиції Шеклтона, підкорювач Південного магнітного полюса, який перебував тоді на посаді президента австралійського Товариства сприяння розвитку науки. Він опублікував статтю про експедицію в місцевих газетах, влаштовував екскурсії на «Кайнан-мару» для збору коштів, допомагав порадами, а також надав власний сад для розбивки наметового табору японської експедиції. Сірасе подарував йому фамільний меч XVII століття, який зберігається нині в Австралійському музеї.

На початку листопада 1911 року з Японії повернувся капітан Номура, з яким приплив ще один каюр-айн Хасімура і 29 сахалінських лайок. 19 листопада експедиція знову вийшла в море. 12 січня 1912 року «Кайнан-мару» увійшов до Китової бухти, де вже розташувався «Фрам», який чекав повернення команди Амундсена з Південного полюса. 27 січня відбулася зустріч двох експедицій. Амундсен описував цю подію в іронічних тонах:
«…Престрюд неабияк здивувався, опинившись віч-на-віч з двома синами Ніппону, які завзято вивчали наш намет і його вміст. Правда, в ньому був всього-лиш один спальний мішок та примус. Японці першими почали розмову по-англійськи, радісно торочачи щось про nice day (гарного дня) і plenty ice (багато криги). Заявивши, що він абсолютно згоден з такими незаперечними фактами, наш товариш перевів мову на більш цікаві для нього питання. Гості розповіли, що вони зараз єдині мешканці намету на краю бар'єра. Двоє їхніх товаришів пішли вглиб бар'єру проводити метеорологічні спостереження, вони повернуться через тиждень. „Кайнан Мару“ вирушив до Землі Короля Едуарда. Передбачалося, що судно повернеться до 10 лютого, забере береговий загін і візьме курс на північ. Престрюд запросив своїх нових знайомих відвідати нас у „Фрамгаймі“ і, що скоріше, то краще; але вони все не йшли, а ми не могли їх чекати. Якщо японці все ж відвідали „Фрамгайм“, вони можуть засвідчити, що ми зробили все, щоб нашим можливим наступникам було добре».— Руаль Амундсен. Південний полюс
За 75 км на схід від Китової бухти 16 січня знайдено зручну гавань, названу Кайнан-мару. (1956 року тут засновано американську базу Little America V.) Бухта була багата тюленями, на яких айни зразу ж розпочали полювання, м'ясо стало основою раціону полярників, жир служив чудовим паливом. Табір експедиції розгорнули за 2,5 км від узбережжя. Через негоду 27 січня, «Кайнан-мару» змушений був піти в море.
20 січня загін з п'яти осіб на чолі з лейтенантом Сірасе попрямував на південь. На провідних санях, у які впрягли 15 лайок, сиділи Сірасе, айн Ханаморі і спостерігач Такеда. За ними йшла упряжка з 13 собак, що тягли сани з айном Ямабе і медиком Міісе. Загін взяв з собою 800 кг вантажу, що включав намети, двадцятиденний запас провіанту і різні інструменти. Всі були в хутряному одязі, на ногах — снігоступи. На собак надягли спеціальне взуття, щоб полегшити їм біг по снігу.

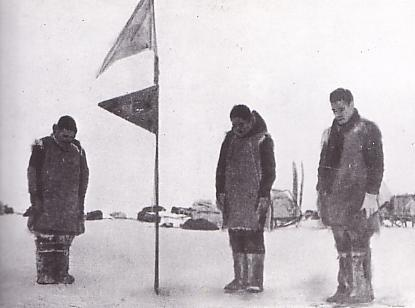
Експедиція в найпівденнішій точці шляху. 29 січня 1912 року

Просування було повільним: за добу вдавалося проходити не більше 15 км. Життя ускладнюв антагонізм між японцями та айнами: японські члени експедиції на привалах ночували в наметі, айнів же залишали разом з собаками під відкритим небом. На шостий день походу почалася хуртовина при -25 °C, в бурані упряжки загубили одна одну, що загрожувало смертельною небезпекою, оскільки навігаційний компас розташовувався на одних нартах, а все спорядження на інших. Завірюха тривала 26 годин. 28 січня, на 9-й день походу групи возз'єдналися. Досягнувши 80°05' пд. ш. на 156°37' з. д., Сірасе зрозумів, що команда абсолютно не готова до походу і вирішив повертатися.
Сірасе назвав досягнуте місце Сніговою долиною Ямато (яп. 大和雪原, Ямато юкіхара), підняв японський прапор, і проголосив відкриті землі володіннями Японії. У снігу сховали капсулу з підписами всіх 10 000 жертводавців експедиції. 31 січня команда повернулася на узбережжя. З ними були 26 уцілілих собак.

## Повернення

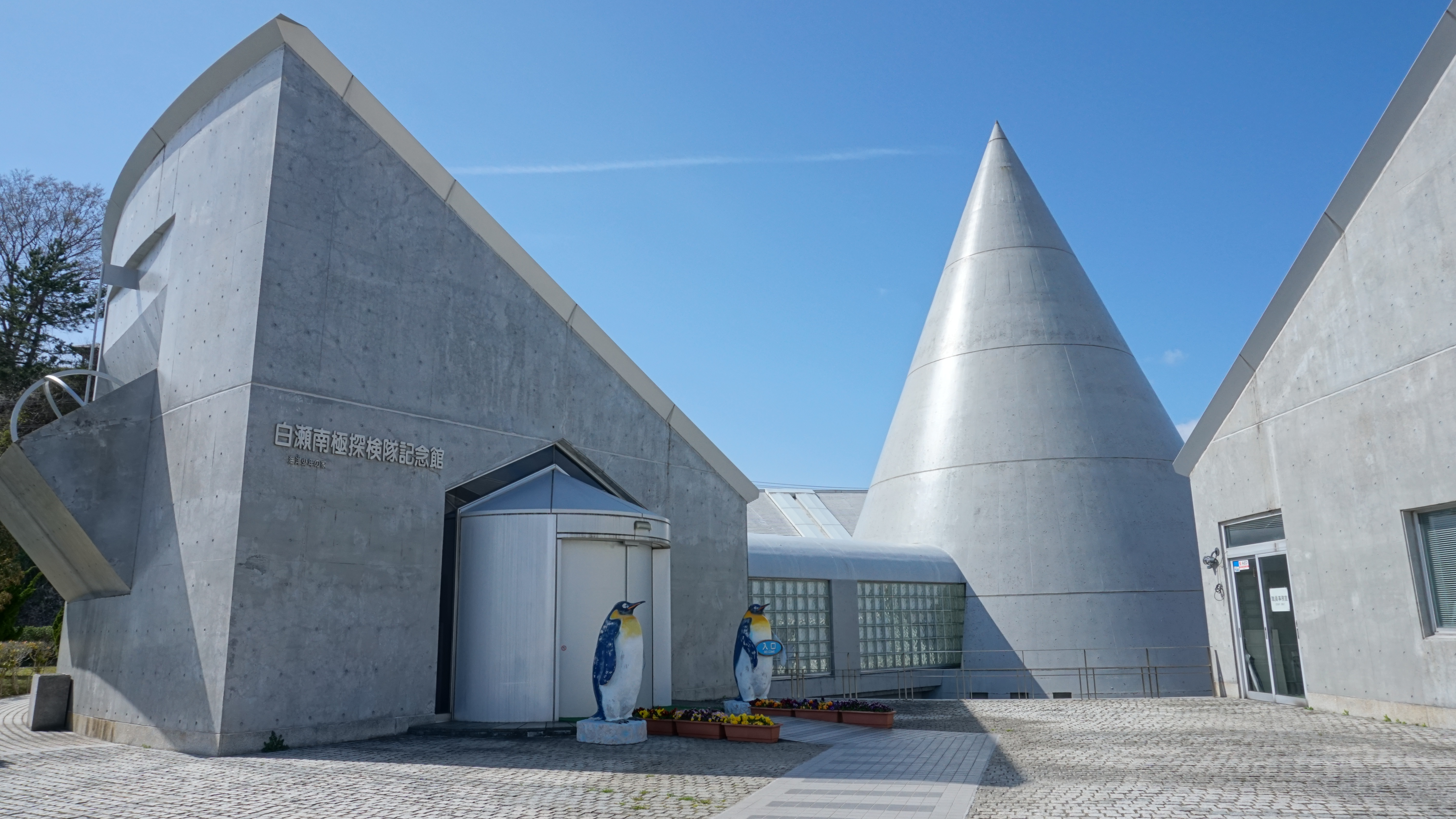
Будівля музею, відкритого на честь експедиції Сірасе

2 лютого «Кайнан-мару» повернувся в Китову бухту. Важка льодова обстановка вимагала негайного повернення. 4 лютого команда була на борту свого судна, з собою взяли тільки 6 собак, інших кинули на узбережжі. 20 червня експедиція повернулася в Токіо, пройшовши за рік і сім місяців близько 48 000 км. Лейтенант Сірасе мусив повернутися в Японію раніше, щоб вишукати кошти на платню членам команди. Для цього йому довелось продати власний будинок, експедиційне судно і все обладнання, але грошей все одно не вистачило. Загальна сума витрат на експедицію досягала 125 000 єн, з яких він був винен 40 000 єн (200 млн сучасних). Начальник влаштував лекційне турне з демонстрацією фільму, знятого в експедиції, але на виплату боргів знадобилося 23 роки.
У рідному селі Нобу Сірасе встановлено пам'ятник, а в новому місті Нікахо (префектура Акіта, в минулому — селище Коноура) відкрито музей підкорювачів Антарктиди. Будівля нагадує за формою ескімоське іглу, на території музею встановлено макет «Кайнан-мару». Пам'ятник експедиції встановлено також у Токіо, в сквері на пірсі району Сібаура; на Сахаліні на сопці поруч із селом Лісне (Корсаковський район Сахалінської області) японці поставили пам'ятний знак.